# Ludmila Plecháčová-Mucalíková
Ludmila Plecháčová, rozená Mucalíková (11. ledna 1910 Holešov – 16. října 2004) byla česká historička a vlastivědná pracovnice, původním povoláním úřednice.

## Život
Byla spoluzakladatelkou a dlouholetou předsedkyní Vlastivědného koužku v Holešově, členkou sboru Jednoty bratrské a funkcionářkou Sokola tamtéž. Krátce byla činná i v republikovém předsednictvu Sokola a byla první ženou v Československu, která působila jako rozhodčí v házené. Během druhé světové války byla pro svou účast v odboji vězněna.
V řadě svých odborných i popularizujících statí se zabývala zejména dějinami rodného Holešova a okolí a též i dějinami protestantismu a zejména Jednoty bratrské na Moravě.